# هيرفي جيلو
هيرفي جيلو (بالفرنسية: Hervé Guilleux)‏ هو متسابق دراجات نارية فرنسي. نافس في سباقات بطولة العالم لفئة 500 سي سي ولفئة 350 سي سي ولفئة 250 سي سي ولفئة 50 سي سي. فاز بجائزة إسبانيا الكبرى للدراجات النارية فئة 250 سي سي وذلك سنة 1983.

## روابط خارجية
- هيرفي جيلو على موقع MotoGP.com (الإنجليزية)